# Serban Nichifor
Serban Nichifor (født 25 august 1954 i Bukarest, Rumænien) er en rumænsk komponist, cellist, lærer og professor.
Nichifor hører til nutidens betydningsfulde komponister i Rumænien. Han blev uddannet på National University of Music i Bukarest (1973-1977). Tog kurser i Darmstadt (1978-1984). Nichifor har skrevet 9 symfonier, orkesterværker, operaer, kammermusik, korværker og sange. Han komponerer i neoklassisk stil, med elementer fra jazz musik. Nichifor er professor og underviser på National University of Music i Bukarest.

## Udvalgte værker
- Symfoni nr. 1 "Skygger" (1980) - for orkester
- Symfoni nr. 2 "Via lucis" (1985) - for orkester
- Symfoni nr. 3 "Amerikansk nr. 1" (1986) - for orkester
- Symfoni nr. 4 "Amerikansk nr. 2" (1987) - for keyboard og orkester
- Symfoni nr. 5 "Pro Patria" (1987) - for orkester
- Symfoni nr. 6 "Tids buegange" (1988) - for orkester
- Symfoni nr. 7 "Cello memoirs" (2001-2003) for cello og orkester
- Symfoni nr. 8 "Tom og Huck" (2011-2012) - for orkester
- Symfoni nr. 9 "Gud bevare Rumænien" (2016) - for kor og orkester
- "Konstellationer" (1977) - for orkester
- Postludium (1975) - for orgel